# Eski Kale
Eski Kale è un santuario funebre situato nei pressi della località di Kocahisar nella provincia di Adıyaman nella parte sud-orientale della Turchia.
Fu costruito da Antioco I in onore del padre Mitridate I.
Un sentiero in ripida salita porta ad una terrazza, dove si innalza una stele ed è stata portata alla luce una lunga iscrizione rupestre, in caratteri greci.
A destra, gradini scolpiti nella roccia portano ad un tunnel che scende per 158 metri nelle viscere del monte (ora è praticabile per 20 metri circa), per uscire alla base dell'altura (ma ciò non è stato ancora suffragato da prove certe).
Continuando la salita, a destra rimane un rilievo inciso nella roccia, risalente al 50 a.C., raffigurante Mitridate I Callinicus che stringe la mano ad Eracle.
Alla sommità, in un'ampia piattaforma, la città di Arsameia, sono distinguibili resti di vari edifici, tra cui un palazzo con pavimenti in mosaico.